# Gymnothorax prolatus
Gymnothorax prolatus es una especie de pez de la familia de los morénidas en el orden de los Anguilliformes.

## Morfología
Los machos pueden llegar a alcanzar los 37,1 cm de longitud total.

## Distribución geográfica
Se encuentra al norte de Taiwán.